# Michael Innes
Michael Innes är en pseudonym för den brittiske författaren John Innes Mackintosh Stewart, född 30 september 1906 i Edinburgh, död 12 november 1994 i Coulsdon i Croydon i London.
Mest känd av hans romankaraktärer är nog John Appleby vid Scotland Yard.